# Aline (canción)
«Aline» es una canción escrita por el músico francés Christophe. La canción se convirtió en uno de los dos grandes éxitos en Francia durante el verano de 1965 junto con «Capri c'est fini» de Hervé Vilard. La canción vendió más de un millón de copias. La canción trata sobre un hombre suplicando a su novia que regrese y ha sido descrita como una “balada romántica lenta”. El 25 de septiembre de 1965, alcanzó la posición #1 en Bélgica, superando a «Capri c'est fini», convirtiéndose en un “éxito importante” en ese país de acuerdo a la revista Billboard. En octubre de 1965, la canción alcanzó el puesto #1 en Israel.

## Antecedentes
De acuerdo a Christophe, él compuso la canción mientras visitaba a su abuela para el almuerzo. La compuso en su guitarra en aproximadamente 15 minutos.
El título de la canción «Aline», no surgió inmediatamente durante la fase de escritura. En una entrevista concedida a la revista Lui en 2016, Christophe precisa que se trataba de “Aline Natanovitch”, asistente dental en el Boulevard du Montparnasse durante el día y encargada de los vestuarios del club Orphéon por la noche. Le gustó tanto el sonido que decidió usarlo como nombre para la nueva canción.
«Aline» es su segundo sencillo y primer gran éxito. Su sencillo debut, «Reviens Sophie» solo había vendido 27 copias. En una entrevista con Le Point, Christophe escogió «Aline» como su canción favorita y que él “todavía la canta con el mismo placer que hace 50 años”.

## Controversia
El músico Jacky Moulière acusó a Christophe de haber plagiado su canción «La Romance» de 1963. Aunque inicialmente los tribunales le dieron la razón, Jacky Moulière perdió la apelación en 1977.

## Relanzamiento
En 1979, la carrera de Christophe no iba bien cuando a su esposa Véronique se le ocurrió la idea de relanzar la canción. Christophe siguió su consejo y publicó la canción sin haber sido regrabada ni remezclada. El nuevo lanzamiento se convirtió en un gran éxito y, al igual que el original, alcanzó un millón de discos. En total, se han vendido 3.5 millones de copias del disco en todo el mundo.

## Literatura
En la novela Lost Luggage, la cual transcurre durante las protestas estudiantiles en París, un hombre que escucha la canción en la radio, luego de enterarse de que su compañera está embarazada, le sugiere que si el bebé es una niña, se le debe poner el nombre “Aline”. Cuando la mujer le pregunta qué pasaría si el bebé es un niño, él respondió que lo llamaría “Christophe”.
La canción también es mencionada en Response: A Contemporary Jewish Review.

## Uso en otros medios
- En octubre de 2017, Volkswagen uso la canción en un comercial de televisión.[8]
- La versión de Jarvis Cocker fue usada en el tráiler para la película de 2021, The French Dispatch. Un videoclip animado, el cual presentaba al el elenco de la película, fue dirigido por Wes Anderson y animado por Javi Aznarez. Fue publicado por Searchlight Pictures el 22 de septiembre del mismo año.[9][10] La versión de Cocker estuvo presente en la película y en su álbum Chansons d'Ennui Tip-Top.[11]
- En septiembre de 2021, Natural Diamonds uso la canción en un anuncio publicitario, protagonizado por la actriz Ana de Armas.[12]
- La canción fue utilizada en la película del 2022, El Hombre Gris.[13]